# За синіми ночами
«За синіми ночами» (рос. «За синими ночами») — радянський двосерійний телевізійний художній фільм режисера Ольгерда Воронцова, знятий на Свердловській кіностудії у 1983 році. За мотивами однойменної повісті Володимира Єременка.

## Сюжет
Будівельники однієї з ділянок газопроводу пропонують перенести майданчик під будівництво розподільчої станції на нове, більш сухе місце. Цей нехитрий перехід дозволить на цілий рік прискорити кінцеву здачу об'єкта. Складні переговори довірено вести представнику інституту, керівнику проекту Олегу Івановичу Лознєвому. Чесний і принциповий інженер бачить безумовну вигоду від реалізації цієї ідеї. Лознєвой йде на погіршення відносин з директором інституту і приймає непросте в цій ситуації рішення. Він добивається згоди від зацікавлених сторін і починає роботу над новим проектом станції.

## У ролях
- Юрій Назаров —  Олег Іванович Лознєвой, інженер
- Світлана Тома —  Таїсія Олександрівна Лознєвая, дружина Олега, інженер
- Гірт Яковлєв —  Вишневський Лев Станіславович, інженер
- Ігор Горбачов —  Заботенко Валерій Павлович, директор проектного інституту
- Маргарита Терехова — Ольга Миколаївна, подруга Таї
- Тетяна Куліш —  Галина Кузнецова, співробітниця проектного бюро
- Володимир Анісько —  Міша, артист, чоловік Ольги (озвучив Ігор Єфімов)
- Валерій Захар'єв —  Міша Грач, будівельник
- Ігор Дмитрієв —  Храпов, московський артист, друг Кирила
- Анатолій Єгоров —  Чупринін, геолог проектного бюро
- Олег Корчиков —  Сергій Олександрович, інженер-будівельник
- Євген Лазарев —  Володя, друг Олега Лознєвого
- Валентин Нікулін —  Кирило Аверічев, художник, друг Льва Вишневського
- Володимир Новіков —  Журбін Микола Миколайович, член комісії з міністерства
- Карина Морітц —  Наташа, старша дочка Лознєвих

## Знімальна група
- Автори сценарію —  Юлій Карасик, Наталія Синельникова
- Режисер —  Ольгерд Воронцов
- Головний оператор —  Володимир Дьяконов
- Композитор —  Георгій Портнов